# Curtiss Condor CO Transport
Curtiss Condor CO Transport (Condor 18) – amerykański samolot pasażerski z początku lat 30. XX wieku, cywilna wersja ciężkiego bombowca Curtiss B-2 Condor.

## Historia
W 1928 roku zakłady Curtiss Aeroplane and Motor Company, gdzie wcześniej zaprojektowano ciężki bombowiec Curtiss B-2 Condor, otrzymały pozwolenie od United States Army Air Corps na wykorzystanie planów bombowca w celu zaprojektowania samolotu pasażerskiego. Samolot otrzymał wewnętrzne oznaczenie firmy Model 53, ale sprzedawany był pod nazwami Condor CO Transport i Condor 18 (liczba 18 oznaczała maksymalną liczbę pasażerów).
Pierwsze trzy condory powstały jako niewiele zmodyfikowane bombowce – kadłub samolotu został przedłużony przed i za skrzydłami, umieszczono w nim miejsca siedzące dla 18 pasażerów, a zamknięty kokpit został przesunięty na dziób samolotu. Gondole silnikowe były prawie takie same jak w bombowcu, zostały tylko zasłonięte umieszczone w nich stanowiska strzeleckie. Samoloty zostały oficjalnie certyfikowane do użycia na rynku cywilnym w sierpniu 1929 roku.
Druga seria trzech samolotów różniła się znacznie od trzech pierwszych maszyn – ich kadłuby były krótsze o dwie story (60 cm), obydwa płaty (nie tylko dolny) miały wznios, powiększono poziome i pionowe płaszczyzny sterowe, gondole silnikowe miały konstrukcję półskorupową i znacznie doskonalszy aerodynamicznie kształt.
Condory nie zdobyły popularności na rynku cywilnym, ówczesne linie lotnicze wolały używać sprawdzonych jednopłatowych i trzysilnikowych samolotów Ford Trimotor i Fokker F.10 – jedyną przewagę jaką oferował condor była większa liczba przewożonych pasażerów, ale ta opcja nie interesowała linii lotniczych. Linia Transcontinental Air Transport przetestowała dwie maszyny na kilku trasach, ale nie zdecydowała się na ich zakup. Curtiss przechowywał niesprzedane maszyny w hangarach w Garden City, zostały one ostatecznie sprzedane ze stratą pomiędzy styczniem 1931 i lipcem 1932 roku do Eastern Air Transport, gdzie były używane do 1934 roku. Przed sprzedażą maszyny zostały poważnie przebudowane w warsztatach firmy w Saint Louis.
Po ich wycofaniu z użycia przez poprzedniego właściciela, cztery maszyny zostały zakupione przez słynnego pilota Clarence’a Chamberlina pomiędzy lipcem 1935 i kwietniem 1936 roku. Chamberlain ponownie zmodyfikował maszyny, usunął z nich luksusowe wnętrza i wyposażenie, zwiększając przy tym liczbę miejsc siedzących. Tak przebudowane maszyny używane były w objazdowych pokazach lotniczych (barnstorming) na terenie Stanów Zjednoczonych do krótkich lotów widokowych.